# Temnocephala novaezelandiae
Temnocephala novaezelandiae är en plattmaskart som beskrevs av William Aitcheson Haswell 1888. Temnocephala novaezelandiae ingår i släktet Temnocephala och familjen Temnocephalidae. Inga underarter finns listade i Catalogue of Life.